# Uwe Bein
Uwe Bein (ur. 26 września 1960 w Heringen) – niemiecki piłkarz, występował na pozycji pomocnika.

## Kariera klubowa
Bein treningi rozpoczął w wieku 8 lat w klubie TSV Lengers. Potem jako junior grał w VfB Heringen, W 1979 roku trafił do Kickers Offenbach z 2. Bundesligi. W 1983 roku awansował z zespołem do Bundesligi. W tych rozgrywkach zadebiutował 13 sierpnia 1983 roku w przegranym 0:1 meczu z VfL Bochum. 20 sierpnia 1983 roku w wygranym 4:3 spotkaniu z Borussią Mönchengladbach strzelił 3 gole, który był jego pierwszymi w trakcie gry w Bundeslidze. W Kickers Offenbach Bein grał przez 5 lat.
W 1984 roku odszedł do 1. FC Köln, również z Bundesligi. Pierwszy ligowy mecz zaliczył tam 25 sierpnia 1984 roku przeciwko Eintrachtowi Brunszwik (3:1). W 1985 roku zajął z klubem 3. miejsce w Bundeslidze. W 1986 roku dotarł z zespołem do finału Pucharu UEFA, gdzie 1. FC Köln uległ jednak w dwumeczu Realowi Madryt.
W 1987 roku Bein został graczem innego pierwszoligowego zespołu, Hamburgera SV. Zadebiutował tam 1 sierpnia 1987 roku w wygranym 5:2 ligowym pojedynku z FC Schalke 04. W Hamburgerze spędził 2 lat. W tym czasie rozegrał tam 52 spotkania i zdobył 22 bramki.
W 1989 roku Bein przeniósł się do Eintrachtu Frankfurt. Jego barwy reprezentował przez 5 lat. W tym czasie trzykrotnie zajmował z klubem 3. miejsce w Bundeslidze (1990, 1992, 1993). W 1994 roku odszedł do japońskiego Urawa Red Diamonds. Potem grał także w amatorskich niemieckich zespołach VfB Gießen oraz SVA Bad Hersfeld.

## Kariera reprezentacyjna
W reprezentacji RFN Bein zadebiutował 4 października 1989 roku w wygranym 6:1 meczu eliminacji Mistrzostw Świata 1990 z Finlandią. 26 maja 1990 roku w wygranym 1:0 towarzyskim spotkaniu z Czechosłowacją strzelił pierwszego gola w trakcie gry w drużynie narodowej. W tym samym roku został powołany do kadry na Mistrzostwa Świata. Zagrał na nich w meczach z Jugosławią (4:1), Zjednoczonymi Emiratami Arabskimi (5:1), Kolumbią (1:1) oraz Czechosłowacją (1:0). Reprezentacja RFN została zwycięzcą tamtego mundialu. W latach 1989–1993 w drużynie narodowej Bein rozegrał w sumie 17 spotkań i zdobył 3 bramki.